# George Alan Vasey
George Alan Vasey (sinh ngày 29 tháng 3 năm 1895 mất ngày 5 tháng 3 năm 1945) là thiếu tướng quân đội Úc và ông tham gia cả hai cuộc thế chiến. Năm 1945, ông mất trong một vụ tai nạn máy bay gần Cairns. Năm 1915, tốt nghiệp trường Đại học sĩ quan Hoàng gia Duntroon
Ngay sau khi thế chiến thứ hai bùng nổ, tháng 9 năm 1939, trung tướng Thomas Blamey bổ nhiệm Vasey làm tham mưu sư đoàn bộ binh 6 Úc. Tháng 3 năm 1941, Vasey nắm quyền chỉ huy Lữ đoàn bộ binh 19 Úc danh tiếng. Trở về Úc năm 1942, ông được thăng cấp thiếu tướng; đến tháng 9 cùng năm, ông nhận quyền chỉ huy sư đoàn bộ binh 7 Úc và tham gia cuộc chiến chống sự bành trướng Đế quốc Nhật Bản
Đến giữa năm 1944, sức khỏe của ông đã xấu đi đến mức ông đã được sơ tán về Úc. Ngày 3 tháng 5 năm 1945. ông mất.

### Sách
- Clark, Mavis Thorpe (1986). No Mean Destiny: The Story of the War Widows' Guild of Australia 1945-85. South Yarra: Hyland House. ISBN 0-908090-93-5.
- Dennis, Peter; Grey, Jeffrey; Morris, Ewan; Prior, Robin (1995). The Oxford Companion to Australian Military History. Melbourne: Oxford University Press. ISBN 0-19-553227-9.
- Dexter, David (1961). The New Guinea Offensives. Canberra: Australian War Memorial. Bản gốc (PDF) lưu trữ ngày 11 tháng 10 năm 2008. Truy cập ngày 24 tháng 9 năm 2012. {{Chú thích sách}}: Đã bỏ qua |work= (trợ giúp)
- Grey, Jeffrey (2001). The Australian Army. The Australian Centenary History of Defence. Melbourne: Oxford University Press. ISBN 0-19-554114-6.
- Horner, David (1978). Crisis of Command: Australian Generalship and the Japanese Threat, 1941-1943. Canberra: Australian National University Press. ISBN 0-7081-1345-1.
- Horner, David (1982). High Command: Australia and Allied strategy 1939-1945. Sydney: Allen & Unwin with the assistance of the Australian War Memorial. ISBN 0-86861-076-3.
- Horner, David (1992). General Vasey's War. Melbourne: Melbourne University Press. ISBN 0-522-84462-6.
- Long, Gavin (1952). To Benghazi. Australia in the War of 1939–1945. Series 1 – Army. Canberra: Australian War Memorial. Bản gốc (PDF) lưu trữ ngày 25 tháng 5 năm 2009. Truy cập ngày 24 tháng 9 năm 2012.
- Long, Gavin (1953). Greece, Crete and Syria. Australia in the War of 1939–1945. Series 1 – Army. Canberra: Australian War Memorial. ISBN 0-00-217489-8. Bản gốc (PDF) lưu trữ ngày 1 tháng 8 năm 2013. Truy cập ngày 24 tháng 9 năm 2012.
- Long, Gavin (1973). The Six Years War: A Concise History of Australia in the war of 1939-45 War. Brisbane: Australian War Memorial and Australian Government Publishing Service. ISBN 0-642-99375-0.
- McCarthy, Dudley (1959). South-West Pacific Area - First Year. Australia in the War of 1939–1945. Canberra: Australian War Memorial. Bản gốc (PDF) lưu trữ ngày 25 tháng 5 năm 2009. Truy cập ngày 24 tháng 9 năm 2012.